# Poïkilocytose

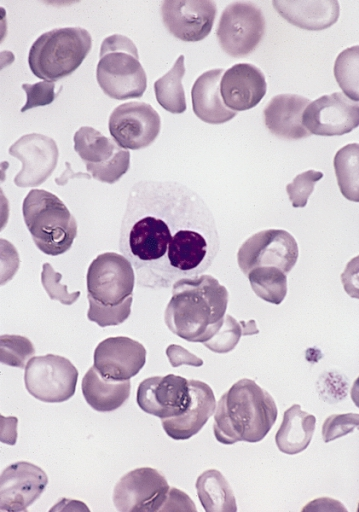
Frottis sanguin chez une femme atteinte d'un syndrome myélodysplasique après radiothérapie et chimiothérapie pour une maladie de Hodgkin. On distingue une poïkilocytose marquée, en partie liée à une splénectomie. Coloration Wright-Giemsa.

La poïkilocytose (du grec poikilos: varié, changeant et cytos: la cellule) exprime la présence dans le sang de globules rouges déformés qui peuvent parfois prendre une forme très irrégulière (poire, virgule, raquette...). 
La poïkilocytose se rencontre dans la plupart des anémies et, plus particulièrement, dans les anémies mégaloblastiques, certaines anémies hémolytiques et à un degré marqué dans les myélofibroses.

## Types de poïkilocytose
Anomalie de forme des globules rouges (Poïkilocytose) : 
- anomalie de membranes : Acanthocyte, Codocyte, Ovalocyte, Spherocyte ;
- causes traumatiques : Dacryocyte, Schizocyte.